# Georgette Barsoum
Georgette Barsoum (en syriaque : ܓܘܪܓܝܬ ܒܪܨܘܡ, en arabe : جُورْجِيت بَرْصُوم) est une militante des droits humains et féministe syrienne d’ethnie assyrienne. Impliquée dans l'organisation des luttes féministes au Rojava, notamment en tant que coordinatrice du Conseil des femmes du Rojava, elle est élue à la présidence de l'Union des femmes syriaques en avril 2024.

## Biographie
En 2012, en assistant à une projection d'un film consacré aux tatouages imposés par les Turcs sur les Arméniennes capturées ou violées pendant le génocide arménien, elle déplore que celui-ci soit bref sur les massacres. En 2014, Barsoum se rend au Caire, en Égypte, pour manifester devant le siège de l'Église copte, dont le nouveau dirigeant, Tawadros II, se présente comme aussi opposé que son prédécesseur, Chenouda III, pour accroître les droits des femmes, en partie dans le cadre du statut familial et des possibilités de divorce pour les femmes coptes.
Impliquée dans les luttes du Rojava et plus particulièrement dans les luttes féministes menées dans cette zone, elle organise des consultations interreligions et interethnies pour recueillir les avis et propositions des habitants du nord et de l'est de la  Syrie, dans une optique de rétablissement de la paix en Syrie. Dans ce cadre, elle s'attache à augmenter la participation démocratique des femmes présentes au Rojava, indépendamment de leur ethnicité ou de leur religion. Par ailleurs, elle s'implique aussi dans les efforts de compréhension interreligieuse au sein du Rojava, notamment en présidant une conférence consacrée à l'histoire des religions en Mésopotamie, lors d'une session centrée sur les « facteurs qui ont provoqué les violations commises contre les peuples au nom de la religion ». Dans le cadre de la lutte contre l'organisation terroriste État islamique, elle annonce soutenir les efforts des Unités de protection du peuple (YPG).
D'abord organisatrice de la section locale de l'Union des femmes syriaques à Qamichli, Barsoum s'oppose à l'occupation turque de la Syrie, et appelle à lutter contre le régime de Recep Tayyip Erdoğan. Après l'assassinat de la femme politique kurde Hevrin Khalaf par les forces turques, elle demande à ouvrir une enquête internationale sur les conditions de cet assassinat et plus largement contre les attaques que subissent les femmes face à l'occupation turque,.
La militante s'intéresse au passé du peuple syriaque, et aux génocides assyrien et arménien entrepris par l'Empire ottoman en 1915,. Pour elle, le Rojava est une initiative positive pour faire avancer les droits des femmes au Moyen-Orient. Parallèlement à ses engagements au sein de l'Union des femmes syriaques, la militante est aussi coordinatrice au Conseil des femmes du Rojava,. Barsoum est la première féministe de Syrie à se rendre à la Conférence internationale sur les femmes, en 2022, qui est alors organisée à Bâle. Ses actions, et celles, plus générales, des féministes de Syrie, sont saluées lors de cette conférence.
En avril 2024, Barsoum est élue à la tête de l'Union des femmes syriaques,. Plus tard, la même année, elle intervient pour soutenir la révolution menée sur le territoire et indiquer qu'elle est fière du travail accompli jusqu'alors.